# Diepgangsschaal

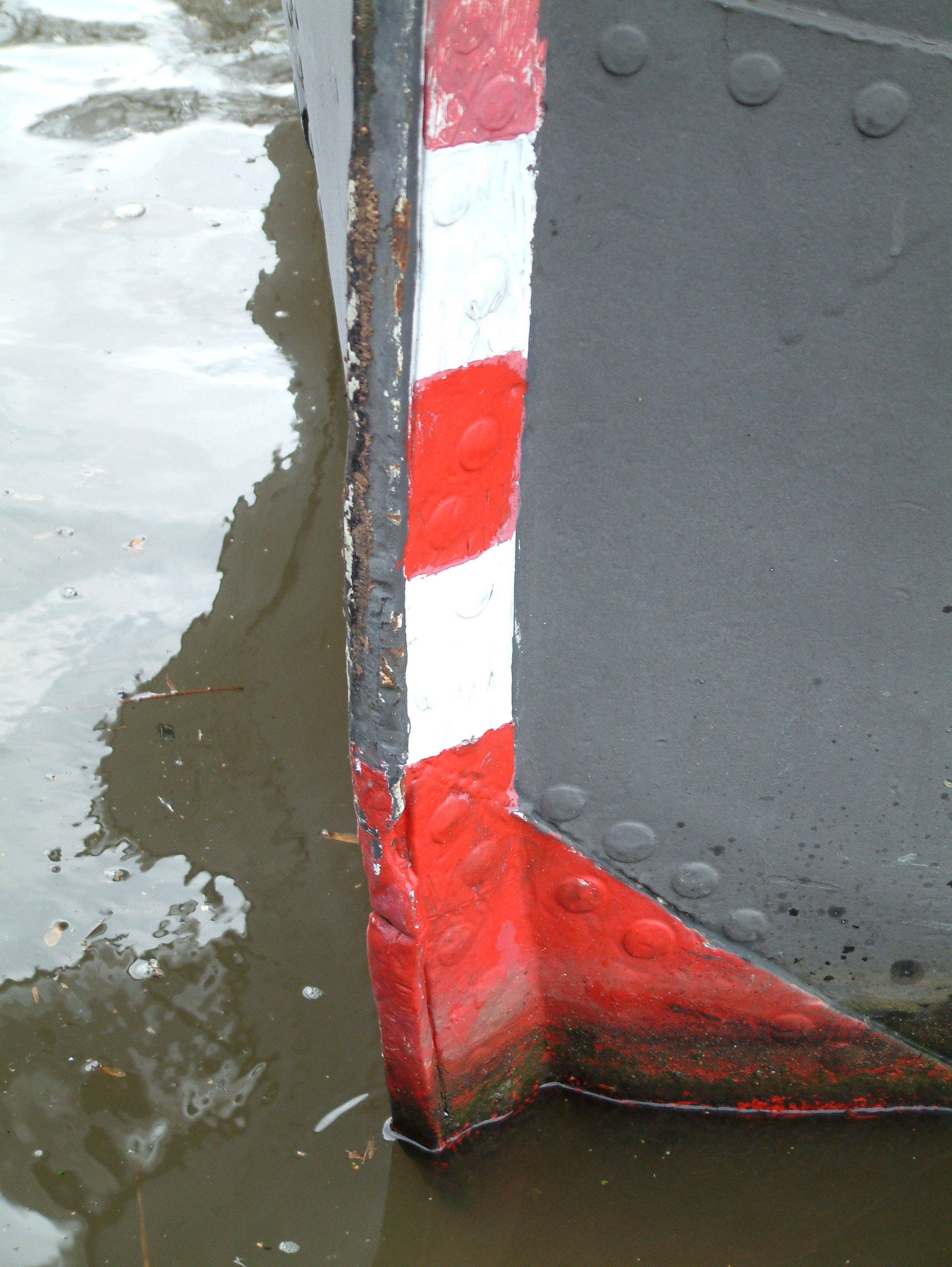
Diepteschaal van een binnenschip

Elk binnenschip waarvan de diepgang meer dan 1 m kan bereiken, moet in elk geval aan het achterschip aan iedere zijde van een diepgangsschaal zijn voorzien. Veel binnenschepen hebben meerdere diepgangsschalen. De afgebeelde schaal is op de voorsteven aangebracht. 
Het nulpunt van iedere diepgangsschaal moet loodrecht daaronder liggen, in een vlak evenwijdig aan het vlak van de grootste inzinking, dat door het laagste punt van de scheepsromp gaat of van de kiel, wanneer deze aanwezig is. De op de schaal aangegeven afstand vanaf het nulpunt moet in decimeters zijn ingedeeld. Deze indeling moet vanaf het vlak voor de waterlijn bij leeg schip tot 100 mm boven het vlak van de grootste inzinking op iedere diepgangsschaal door ingehakte of ingeslagen merken zijn aangebracht. 
Deze indeling moet voorts in de vorm van goed zichtbare, afwisselend in twee verschillende kleuren geschilderde stroken zijn aangeduid. De indeling moet naast de schaal ten minste bij elke 5 decimeter, alsmede aan het boveneinde, door cijfers zijn aangegeven.